# Vanessa Henke
Vanessa Henke (15 januari 1981) is een voormalig professioneel tennisspeelster uit Duitsland. Haar favoriete ondergrond is gravel. Zij speelt rechtshandig en heeft een tweehandige backhand. Zij was actief in het internationale tennis van 1997 tot en met 2012.

## Loopbaan

### Enkelspel
Henke won zes ITF-toernooien. Zij bezit geen titels op de WTA-tour. Haar hoogste positie op de WTA-ranglijst is de 137e plaats, die zij bereikte in september 2005.

### Dubbelspel
Henke won elf ITF-toernooien. Zij bezit geen WTA-titels, maar bereikte wel tweemaal de finale: samen met de Tsjechische Lenka Němečková op het toernooi van Wenen in 2001, en samen met de Roemeense Ioana Raluca Olaru op het toernooi van Boedapest in 2008. Haar beste resultaat op de grandslamtoernooien is het bereiken van de tweede ronde, op Roland Garros 2002. Haar hoogste positie op de WTA-ranglijst is de 110e plaats, die zij bereikte in juli 2002.

## Persoonlijk
Sinds maart 2017 is Henke gehuwd met galeriehouder Hans Paffrath uit Düsseldorf.

## Posities op deWTA-ranglijst
Positie per einde seizoen:
| jaar | rang enkelspel | rang dubbelspel |
| ---- | -------------- | --------------- |
| 1998 | 725            | 522             |
| 1999 | 252            | 293             |
| 2000 | 215            | 211             |
| 2001 | 229            | 128             |
| 2002 | 180            | 167             |
| 2003 | 246            | 212             |
| 2004 | 192            | 161             |
| 2005 | 147            | 168             |
| 2006 | 213            | 126             |
| 2007 | 259            | 254             |
| 2008 | 412            | 206             |
| 2009 | 870            | 416             |
| 2010 | 589            | 530             |
| 2011 | 576            | 1060            |

## Palmares
| Legenda                | Legenda                  |
| ---------------------- | ------------------------ |
| Grandslamtoernooi      |                          |
| Olympische Spelen      |                          |
| Year-End Championships |                          |
| tot 2009               | 2009 – 2020 / vanaf 2021 |
| Tier I                 | Premier Mandatory        |
| Tier II                | Premier Five / WTA 1000  |
| Tier III               | Premier / WTA 500        |
| Tier IV & V            | International / WTA 250  |
|                        | Challenger / WTA 125     |

### WTA-finaleplaatsen enkelspel
geen

### WTA-finaleplaatsen vrouwendubbelspel
| nr.              | finale     | toernooi      | ondergrond | partner            | tegenstandsters                | score             |         |
| ---------------- | ---------- | ------------- | ---------- | ------------------ | ------------------------------ | ----------------- | ------- |
| gewonnen finales |            |               |            |                    |                                |                   |         |
| geen             |            |               |            |                    |                                |                   |         |
| verloren finales |            |               |            |                    |                                |                   |         |
| 1.               | 2001-07-15 | WTA Wenen     | gravel     | Lenka Němečková    | Paola Suárez Patricia Tarabini | 4-6, 2-6          | details |
| 2.               | 2008-07-13 | WTA Boedapest | gravel     | Ioana Raluca Olaru | Alizé Cornet Janette Husárová  | 7-65, 1-6, [6-10] | details |

## Resultaten grandslamtoernooien
| Legenda | Legenda                          |
| ------- | -------------------------------- |
| g.t.    | geen toernooi gehouden           |
| l.c.    | lagere categorie                 |
| –       | niet deelgenomen                 |
| G       | uitgeschakeld in de groepsfase   |
| 1R      | uitgeschakeld in de eerste ronde |
| 2R      | uitgeschakeld in de tweede ronde |
| 3R      | uitgeschakeld in de derde ronde  |
| 4R      | uitgeschakeld in de vierde ronde |
| KF      | uitgeschakeld in de kwartfinale  |
| HF      | uitgeschakeld in de halve finale |
| F       | de finale verloren               |
| W       | het toernooi gewonnen            |
| w-v     | winst/verlies-balans             |

### Enkelspel
geen deelname

### Vrouwendubbelspel
| toernooi        | 2001 | 2002 |    | 2005 |
| --------------- | ---- | ---- | -- | ---- |
| Australian Open | –    | –    | 1R |      |
| Roland Garros   | –    | 2R   | –  |      |
| Wimbledon       | –    | –    | –  |      |
| US Open         | 1R   | –    | –  |      |